# Platypalpus hallensis
Platypalpus hallensis is een vliegensoort uit de familie van de Hybotidae. De wetenschappelijke naam van de soort is voor het eerst geldig gepubliceerd in 1997 door Grootaert & Stark.